# Alois Mačák
Alois Mačák (* 10. března 1964 Prostějov) je bývalý český komunální politik, v letech 2018 až 2019 náměstek ministra kultury ČR, v letech 2004 až 2016 zastupitel Olomouckého kraje, člen ČSSD.

## Život
Maturoval na Středním odborném učilišti Agrostroj. V roce 2013 složil rigorózní zkoušku na Univerzitě Palackého v Olomouci a od té doby se věnuje andragogice a pracovněprávním vztahům.
Dlouhá léta hrál aktivně hokej; sportu se věnuje i nadále, mezi jeho koníčky patří také hudba, literatura a poezie.

## Politické působení
Mezi lety 1998 až 2008 byl místostarostou v Prostějově, v roce 2004 byl zvolen do zastupitelstva Olomouckého kraje a od roku 2008 byl náměstkem olomouckého hejtmana.
V roce 2015 se do médií dostala informace, že v letech 2010 až 2013 přijal na svůj soukromý účet finanční dary od čtyř firem z Olomoucka v celkové výši 1,35 milionu korun (nejvíce od firmy DT-Výhybkárna a strojírna). Peníze měly jít na podporu kandidatury v komunálních a krajských volbách. V souvislosti s tímto skandálem Mačák rezignoval na post náměstka olomouckého hejtmana. Peníze se rozhodl vrátit, byť zároveň prohlásil, že si není vědom žádného přešlapu proti zákonu. Záležitost prověřovala policie, případný trestný čin se neprokázal. Po odchodu z politiky začal pro firmu DT-Výhybkárna a strojírna pracovat.
ČSSD ho v roce 2016 odmítla zařadit na kandidátku pro krajské volby.
Do politiky se vrátil v roce 2018, kdy se stal náměstkem tehdejšího ministra kultury Antonína Staňka. Pozici náměstka opustil v roce 2019, když se ministrem kultury stal Lubomír Zaorálek. Podle informací webu Seznam zprávy se poté stal předsedou prostějovské základní organizace Odborového svazu KOVO, která sídlí ve strojírenské firmě HŽP.

## Dílo
Je autorem sbírek básní Slunce pro Vorvaňku (2002), Srdce z oblázků (2004), Medunka (2006) a Abeceda se zvířátky od A do Ž (2008).